# Zweedse massage
De Zweedse massage is een van de meest gebruikte massagevormen. De term Zweedse massage is vooral gangbaar in Nederlandstalige en in
Engelstalige landen. Daarbuiten (maar ook wel daarbinnen) wordt vooral (c.q. ook) de term klassieke massage gebruikt.
Binnen de Zweedse massage werkt de masseur bijna uitsluitend met de handen. Technieken die met onderarmen en/of ellebogen worden verricht (of met nog andere middelen zoals voeten) – die in andere massagevormen wel voorkomen – zijn in de Zweedse massage niet gebruikelijk.
De Zweedse massage onderscheidt zich door uit te gaan van de anatomie en bloedstroomrichting. Een goede doorbloeding en hulp bij zelfherstellend vermogen zijn naast ontspanning het grootste doel.
Er kan olie, crème of lotion worden gebruikt om de weerstand van de huid te verminderen. Het is belangrijk deze eerst in de handpalm warm te wrijven en niet koud op de te masseren huid te doen.

## Basistechnieken
Er zijn drie basistechnieken:
- Effleurage – Dit behelst strijkende bewegingen over de huid met weinig of matige druk, waarbij een kortere of langere streek over het lichaam wordt gemaakt, gevolgd door een lichte retourstreek. De (steviger) opstreek dient in de richting van het hart te worden gemaakt, in verband met de bloedstroom.[2] Zo'n heen-en-weer streek wordt gewoonlijk enkele keren herhaald. Op bijna elk lichaamsdeel kan effleurage worden toegepast: voor het aanbrengen van massageolie, om het gebied warm te maken, en om de massee[3] te ontspannen.
- Petrissage – Dit is het kneden van spieren, een beweging die vergelijkbaar is met het kneden van brooddeeg. Het maakt de spieren soepeler, en het helpt bij het losmaken van plekken waar de huid is verkleefd met de spieren. Het kneden stimuleert ook het afvoeren van afvalstoffen uit de weefsels. Verwante technieken zoals wringen, het rollen van de huid, het oppakken en knijpen van de huid en het maken van plukbewegingen met duim en middelvinger – die door sommigen wel tot petrissage worden gerekend – behoren eigenlijk tot de bindweefselmassage.
- Tapotage (ook: tapotement) – Hierbij maakt de masseur een serie – meestal snelle – ritmische slagen (met de vingertoppen, de muis dan wel zijkant van de handen, bolle handen, of gesloten vuisten) die afwisselend met beide handen worden toegediend. Diverse variaties worden benaamd met termen zoals (in volgorde van toenemende intensiteit): tikkelen, kloppen, waaierslag, hakken/hakslag, 'cupping' (met bolle handen), trommelen... Tapotage wordt gebruikt op gebieden met veel spierweefsel (zoals de monnikskapspier, billen, dijen en kuiten). Het stimuleert het behandelde gebied, het activeert de huid en verbetert de bloedsomloop.

## Aanvullende technieken
- Fricties – Dit zijn kleinschalige, doorgaans cirkelvormige, druk/wrijf-bewegingen. In tegenstelling tot de effleurage (waar de handen van de masseur over de huid van de massee glijden) wordt bij frictie de huid meegetrokken[4] opdat de huid beweegt ten opzichte van de laag eronder. De bedoeling is: dieptewerking tot in het onderliggende weefsel, daar waar de masseur spanningen weet of vermoedt. Frictie kan ofwel met de volle hand worden gedaan (eventueel met de tweede hand erbovenop, voor meer druk) ofwel met één of beide duimtoppen – deze laatste vorm gaat dieper, maar bestrijkt een veel kleiner gebied en is daardoor bij uitstek geschikt voor het oplossen van spierknopen.
- Compressie – Hierbij drukt de masseur met een hand (of beide handen, of een deel van de hand zoals de muis) zonder een wrijfbeweging te maken. Toenemende en afnemende druk worden hierbij in een rustig tempo afgewisseld. Bij gebruik van beide handen kunnen deze de druk ofwel tegelijkertijd ofwel afwisselend toedienen. De opeenvolgende drukkingen kunnen ofwel op dezelfde plek blijven ofwel steeds een paar centimeter verder worden toegediend. Als het ritme van de druk wordt gesynchroniseerd met de ademhaling van de massee[5] werkt deze techniek bijzonder ontspannend.
- Vibratie – Een kleine, snelle beweging (trilling) van de weefsels. Deze beweging kan ofwel plaatselijk worden toegediend (waarbij het aanrakingsvlak uiteenloopt van één vingertop tot de volle hand) ofwel aan een compleet lichaamsdeel (voorbeeld: door een voet vast te pakken en in trilling te brengen, vibreert het hele been mee, tot en met de heup). Bij Zweedse massage is de richting van de vibratie normaliter zijwaarts – bij andere massagevormen (zoals de Chinese Tui Na massage) worden ook wel in/uitwaartse vibraties gebruikt.

## Geschiedenis
Over het algemeen wordt de Zweedse schermer en gymnastiekleraar Pehr Henrik Ling (1776-1839) gezien als grondlegger van de Zweedse massage. Recente inzichten duiden erop dat dit onterecht is. Het is de Nederlander Johann Georg Mezger (1838-1909) die de aan het Frans ontleende termen heeft geïntroduceerd om deze massagevorm te beschrijven.
Het systeem van Ling heette Swedish Movement System (Zweedse gymnastiek). De naam Swedish Movement System werd gedurende tweede helft van de 19e eeuw wel verbasterd tot Swedish Massage System (Zweedse massagesysteem). Mogelijk is hierdoor Ling zo lang geassocieerd met Zweedse massage.
In Zweden zelf wordt overigens de term Zweedse massage niet gebruikt.

## Voetnoten
1. ↑  Overal waar de term masseur wordt gebruikt, wordt ook masseuse bedoeld.
2. ↑  Aderen, die naar het hart voeren, lopen namelijk meer aan de oppervlakte dan de van het hart af lopende slagaderen.
3. ↑  De term massee beduidt: degene die wordt gemasseerd.
4. ↑  Op een stroeve huid gaat dit het gemakkelijkst; te veel massageolie bemoeilijkt het uitvoeren van fricties.
5. ↑  Met het oog op de gewenste synchronisatie moet de massee meestal worden gestimuleerd om de ademhaling wat langer te maken.
6. ↑  Robert Noah Calvert:
Pages from history: Swedish massage gevonden op 13 februari 2011.
7. ↑  Zweedse gymnastiek werd door Ling gepropageerd als reactie op de Duitse gymnastiek.

## Verdere bronnen
- Lidell, Lucy (2000). Oosterse en Westerse massage. Altamira-Becht, Bloemendaal. ISBN 90-6963-482-1.
- Winkler-Prins Encyclopedie: de lemma's massage en gymnastiek.